# اسپیکا (گروه موسیقی)
اسپیکا (به انگلیسی: Spica) گروه موسیقی کره‌ای است.